# Marabus

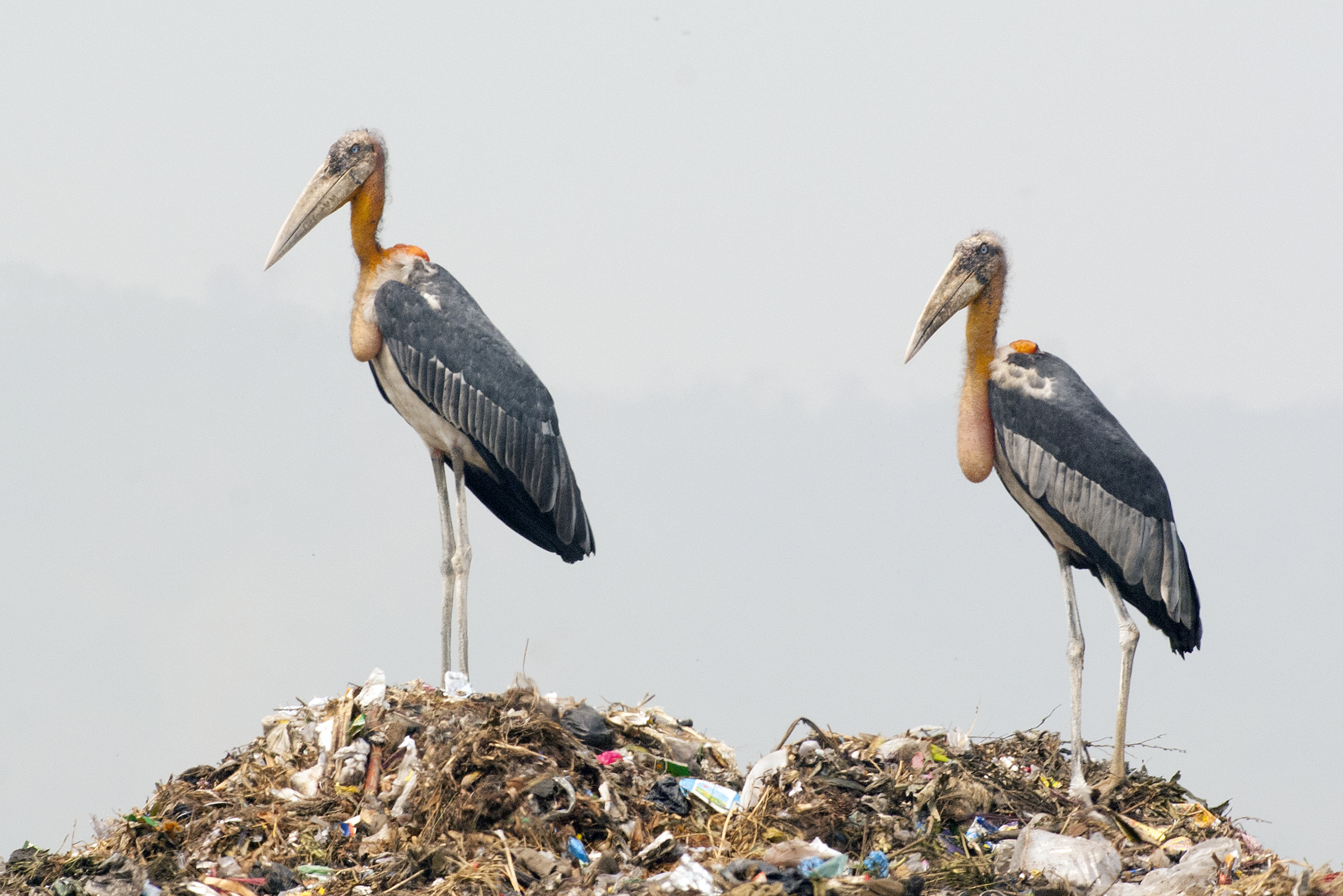
Argala-Marabus

Die Marabus (Leptoptilos) bilden eine Gattung innerhalb der Familie der Störche. Diese Gattung umfasst heute drei rezente Arten: den Sunda-Marabu (L. javanicus), den Marabu (L. crumeniferus) und den Argala-Marabu (L. dubius).

## Merkmale
Die Vögel dieser Gattung sind 110 bis 150 cm lang und haben eine Flügelspannweite von 210 bis zu 300 cm. Mit einer Höhe von 1,50 m und einer Flügelspannweite von rund 3 m sind Indische Marabus die größte der drei Arten. An der Oberseite und an den Flügeln sind sie schwarzgrau, am Bauch und an der Schwanzunterseite weiß gefärbt. In Gefangenschaft werden Sundamarabus bis zu 30 Jahre alt, während die beiden anderen Arten über 40 Jahre alt werden. In freier Wildbahn ist die Lebenserwartung geringer.
Da Marabus unter anderem Aas fressen, haben sie – ähnlich wie Geier – fast kein Gefieder an Hals und Kopf. Ihren großen, keilförmigen Schnäbeln ermöglichen es ihnen die Bauchdecken toter Tiere zu öffnen.
Die Jungvögel sind eine weniger farbenprächtige Version der Erwachsenen. Anders als die meisten Störche fliegen die Marabus nicht mit ausgestrecktem Hals, sondern, wie Reiher, mit gebogenem Hals.

## Fortpflanzung
Marabus sind gesellige Vögel, die in Kolonien brüten und ihre großen Horste auf Bäumen oder Felsen errichten. 
In der Regel legen Marabus 2 bis 3 Eier, nur der Sundamarabu hat mitunter auch Gelege mit vier Eiern.
In Afrikan lebende Marabus stimmen ihre Brutzeit auf das Ende der Regenzeit ab, da in der Trockenzeit mehr Tiere verenden und Aas ein wichtiger Nahrungsbestandteil ist. Nach 4 bis 5 Monaten sind die Jungen flügge.

## Ernährung
Zur Nahrung der Storchenvögel gehört Aas, sie machen jedoch auch Jagd auf kleine Nagetiere, Jungvögel, Flamingos, Frösche, Eidechsen und Insekten.

## Vorkommen
Der Sunda-Marabu und der Argala-Marabu leben in Südasien, der Marabu in Afrika südlich der Sahara. 
Die Vögel bevorzugen in wildreiche Gebieten und sind auch im Bereich menschlicher Siedlungen anzutreffen.

## Haltung
Der in Afrika beheimatete Marabu wird vergleichsweise häufig in Zoologischen Gärten gehalten und in den letzten Jahren häufig nachgezüchtet. Allein dem Tierpark Cottbus gelang zwischen 1996 und 2006 die Aufzucht von 100 Jungvögeln. Der Argala-Marabu ist dagegen in den Zoos Europas und Nordamerikas nur noch mit wenigen Einzeltieren vertreten. Die europäische Erstzucht des Sunda-Marabus gelang 2006 ebenfalls dem Tierpark Cottbus.

## Einzelbelege
1. 1 2 3 4 5  Lexikon der Biologie: Marabus. Spektrum der Wissenschaft, abgerufen am 26. März 2025
2. ↑  Record Life Spans (years) of Birds. Ciconiidae Max-Planck-Gesellschaft, abgerufen am 26. März 2025
3. ↑  W. Grummt, H. Strehlow (Hrsg.): Zootierhaltung Vögel. Verlag Harri Deutsch, Frankfurt am Main 2009, ISBN 978-3-8171-1636-2, S. 102.